# Le Troisième Œil (roman)
Pour les articles homonymes, voir Le Troisième Œil et Troisième Œil.
Le Troisième Œil est un roman ésotérique de T. Lobsang Rampa, paru en 1956. Présenté comme autobiographique par son auteur, il est considéré comme une imposture par les milieux académiques, et comme « une pure fiction d'un auteur occidental » par le 14e Dalaï Lama.
Le livre, écrit à la première personne, décrit la vie d'un lama tibétain, de son enfance dans une famille bourgeoise à son départ du Tibet en passant par son apprentissage dans une lamaserie. Il tire son titre du troisième œil, ouvert par une opération chirurgicale, qui aurait supposément permis à l'auteur de voir les auras. Le Troisième Œil a rencontré un grand succès en librairie. 

## Résumé
L'auteur, Lobsang Rampa, se présente comme le fils de l'un des membres du gouvernement du 13e dalaï-lama. Ses premières années, il est écolier à Lhassa et apprend le tibétain, le chinois et la gravure de plaques de bois pour imprimer. Il aime le cerf-volant, sport national du Tibet, dont la saison commençait le premier jour de l'automne, quand un  cerf-volant s'élevait du Potala, le palais du dalaï-lama. A l'anniversaire de Rampa, des astrologues lui prédisent un avenir mouvementé : « Après une dure épreuve d'endurance, un garçon de sept ans allait entrer dans une lamaserie où il recevrait la formation d'un moine-chirurgien. Il connaîtrait ensuite bien des tribulations, quitterait le pays natal et irait vivre au milieu de gens étranges. Il perdrait tout, devrait repartir de rien  et finirait éventuellement par réussir. » .
Il est admis au Temple de la médecine tibétaine, où il étudie les mathématiques et les écritures bouddhistes. Excellent étudiant, il est choisi pour apprendre les enseignements ésotériques et servir de réceptacle de savoir en vue du jour prophétisé où le Tibet tomberait sous un nuage étranger. Sous la direction du grand lama Mingyar Dondup, il commence une formation intensive pour lui transmettre en quelques années ce qu'un lama apprendrait en une vie. Afin de poursuivre son enseignement par hypnose, Mingyar Dondup prescrit une intervention chirurgicale pour canaliser la clairvoyance.